# Alfonso Salazar Ravanal
Alfonso Salazar Ravanal (Cholchol, 7 de noviembre de 1898 - Temuco, 20 de diciembre de 1980). Agrónomo y político liberal chileno. Hijo de Alfonso Salazar y de Domitila Ravanal. Casado en Temuco con Teresa Andrade (1915).

## Actividades profesionales
Educado en el Instituto San José de Temuco y en la Escuela de Agronomía de la Pontificia Universidad Católica de Chile, titulándose de ingeniero agrónomo (1919).
Se dedicó a ejercer su profesión, explotando los fundos “María Luisa” en Temuco, “La Suerte”en Quepe, y “San Manuela” en Freire. Además, trabajó sus fundos “Santa Domitila”, “San Antonio”, y “Los Robles” en Cautín.

## Actividades Políticas
Militante del Partido Liberal. Fue egidor de la Municipalidad de Freire y primer regidor de la Municipalidad de Temuco (1938-1941).
Elegido Diputado por la 21.ª agrupación departamental de  Temuco, Imperial y Villarrica (1941-1945). Integró la comisión permanente de Agricultura y Colonización.
Reelecto Diputado por la misma agrupación departamental (1945-1949). En esta ocasión formó parte de la comisión permanente de Industrias. Siguió en la Cámara de Diputados por el mismo distrito (1949-1953), participando de la misma comisión anterior.
En 1951 fue representante del Senado ante el Consejo de la Caja Hipotecaria.
Nuevamente Diputado por la 21.ª agrupación departamental (1957-1961). Formó parte de la comisión permanente de Economía y Comercio.

## Otras actividades
Miembro de la Sociedad Nacional de Agricultura, de la Sociedad de Fomento Agrícola, del Club de Temuco y del Rotary Club de la misma ciudad.